# Serhij Kovalec'
Serhij Kovalec' (in ucraino  Сергій Іванович Ковалець?, angl. Serhiy Ivanovich Kovalets; Čechove, 5 settembre 1968) è un allenatore di calcio ed ex calciatore ucraino, di ruolo centrocampista, tecnico dell'Inhulec'.

## Biografia
Nasce il 5 settembre del 1968 a Čechove, in Crimea.

## Palmarès

### Giocatore

#### Competizioni nazionali
- Campionato sovietico: 1

Dinamo Kiev: 1990
- Campionato ucraino: 2

Dinamo Kiev: 1992-1993, 1993-1994
- Coppa d'Ucraina: 1

Dinamo Kiev: 1992-1993